# Руэда, Лопе де
Ло́пе де Руэ́да (исп. Lope de Rueda; между 1505 и 1510, Севилья — около 1565, Кордова) — испанский драматург и актёр. Самые известные его произведения — комедии «Обманутые», «Эуфемия», «Армелина».

## Биография
Руэда был золотых дел мастером в Севилье, около 1544 года стал актёром и директором странствующей труппы, игравшей его пьесы в Севилье, Кордове, Валенсии, Сеговии, а по некоторым известиям — и при дворе Филиппа II.
Написал 4 комедии, два пастушеских Coloquios, десять Pasos или диалогов в прозе и два диалога в стихах. В своих комедиях Руэда следовал итальянским образцам; отчасти они представляют вольный перевод с итальянского. Coloquios Pastorales отличаются от комедий менее тщательным построением интриги и торжественным педантическим тоном; значение в них имеют лишь места комические. Pasos — небольшие бойкие сценки без интриги и развязки, предназначенные позабавить на несколько минут праздную публику; сюжеты взяты из обыденной жизни и обработаны остроумно. Первый издатель сочинений Руэды, его друг и последователь Хуан де Тимонеда, дал им название entremeses; возможно, однако, что это — отрывки из более обширных драматических произведений Руэды, до нас не дошедших.
Главной целью драматических произведений Руэды было позабавить публику из низших классов. Успех их зависел, главным образом, от роли шутов или простаков, которые в пьесах Руэды почти не сходят со сцены. Каждая пьеса начинается коротким прологом, заключающим в себе изложение сюжета, и заканчивается какой-нибудь шуткой или извинением перед публикой. Лёгкие, характерные, чисто кастильские обороты речи, добродушная весёлость, тонкое чутьё комического, воспроизведение обыденных нравов и обстановки — таковы выдающиеся черты драматических произведений Руэды, которого Сервантес и Лопе де Вега признавали истинным основателем народного испанского театра.
Руэде приписывается деление пьес на акты. Собрание его сочинений впервые вышло в 1567 году и до 1588 года выдержало несколько изданий.